# Olympische Winterspelen 1972
De XIe Olympische Winterspelen werden in 1972 gehouden in Sapporo, Japan. Ook Banff (Canada), Lahti (Finland), Åre (Zweden) en Salt Lake City (Verenigde Staten) stelden zich kandidaat. Voor het eerst werden de Olympische Winterspelen buiten Europa en de Verenigde Staten gehouden.

## Hoogtepunten
- Drie dagen voor de opening van de Spelen werd de Oostenrijker Karl Schranz, die de wereldbeker had gewonnen in 1970 en 1971, uitgesloten van deelname. Schranz had zijn beeltenis laten gebruiken voor reclame en had hierdoor de amateurregels overtreden. Een buitengewone commissie van het IOC sloot hem uit met 28 stemmen tegen 14.
- Galina Koelakova uit de Sovjet-Unie wist bij het langlaufen alle drie de onderdelen die op het programma stonden te winnen.
- Het Canadese ijshockeyteam ontbrak uit protest tegen het verborgen professionalisme van de teams uit de Sovjet-Unie en Oost-Europa.
- Tot deze Spelen had Japan nog nooit een gouden medaille weten te winnen bij de Winterspelen. Bij het schansspringen op de kleine schans werden alle drie de ereplaatsen ingenomen door Japanners.
- Ook Spanje won in Sapporo voor het eerst een gouden medaille bij de Winterspelen dankzij de winst van Francisco Fernández Ochoa op de slalom.
- De West-Duitse schaatser Erhard Keller won, net zoals in 1968, de 500 m hardrijden op de schaats en verlengde zo zijn titel.
- Ard Schenk, die op de 500 meter direct na de start viel, won de drie andere afstanden.

## Belgische prestaties
- Er was slechts een Belg in Sapporo: Robert Blanchaer in het skiën. Hij haalde geen medaille.

## Nederlandse prestaties
- Tijdens de openingsceremonie werd het Nederlandse team (vijf mannen en zes vrouwen) voorafgegaan door Atje Keulen-Deelstra (schaatsen) die de vlag droeg.
- Ard Schenk was een van de meest succesvolle deelnemers aan de Spelen. Hij won de 1.500, 5.000 en de 10.000 meter. De kans op een eventuele vierde medaille bij de 500 meter was bekeken na een val vlak na de start.
- Stien Baas-Kaiser sloot haar olympische carrière af met een overwinning op de 3.000 meter en zilver bij de 1.500 meter.
- Zilver was er op de 1.000 meter voor Atje Keulen-Deelstra, zij werd ook nog derde bij de 1.500 en de 3.000 meter.

### Nederlandse medailles
| Medaille   | Winnaar              | Onderdeel            |
| ---------- | -------------------- | -------------------- |
| Goud (4)   | Ard Schenk           | schaatsen, 1.500 m.  |
| Goud (4)   | Ard Schenk           | schaatsen, 5.000 m.  |
| Goud (4)   | Ard Schenk           | schaatsen, 10.000 m. |
| Goud (4)   | Stien Baas-Kaiser    | schaatsen, 3.000 m.  |
| Zilver (3) | Stien Baas-Kaiser    | schaatsen, 1.500 m.  |
| Zilver (3) | Atje Keulen-Deelstra | schaatsen, 1.000 m.  |
| Zilver (3) | Kees Verkerk         | schaatsen, 10.000 m. |
| Brons (2)  | Atje Keulen-Deelstra | schaatsen, 1.500 m.  |
| Brons (2)  | Atje Keulen-Deelstra | schaatsen, 3.000 m.  |

## Disciplines
Tijdens de Olympische Winterspelen van 1972 werd er gesport in zes takken van sport. In tien disciplines stonden 35 onderdelen op het programma.
| Olympische sport | Discipline         | Onderdelen                | Onderdelen            | Onderdelen                        | Onderdelen                        |
| ---------------- | ------------------ | ------------------------- | --------------------- | --------------------------------- | --------------------------------- |
| Biatlon          | Biatlon            | 20 km (m)                 | 4x 7,5 km (m)         | 4x 7,5 km (m)                     | 4x 7,5 km (m)                     |
| Bobsleeën        | Bobsleeën          | 2-mansbob (m)             | 4-mansbob (m)         | 4-mansbob (m)                     | 4-mansbob (m)                     |
| Rodelen          | Rodelen            | 1-persoons (m)            | 1-persoons (v)        | dubbel (open)                     | dubbel (open)                     |
| Schaatssport     | Kunstrijden        | mannen                    | vrouwen               | paren                             | paren                             |
| Schaatssport     | Schaatsen          | 500 m (m) 500 m (v)       | 1500 m (m) 1000 m (v) | 5000 m (m) 1500 m (v)             | 10.000 m (m) 3000 m (v)           |
| Skisport         | Alpineskiën        | afdaling (m) afdaling (v) | slalom (m) slalom (v) | reuzenslalom (m) reuzenslalom (v) | reuzenslalom (m) reuzenslalom (v) |
| Skisport         | Langlaufen         | 15 km (m) 5 km (v)        | 30 km (m) 10 km (v)   | 50 km (m)                         | 4x10 km (m) 3x5 km (v)            |
| Skisport         | Noordse combinatie | individueel (m)           | individueel (m)       | individueel (m)                   | individueel (m)                   |
| Skisport         | Schansspringen     | normale schans (m)        | normale schans (m)    | grote schans (m)                  | grote schans (m)                  |
| IJshockey        | IJshockey          | mannen                    | mannen                | mannen                            | mannen                            |

### Mutaties
| Sport | Nieuw | Verdwenen (t.o.v. 1968) | Wijzigingen/Opmerkingen |
| ----- | ----- | ----------------------- | ----------------------- |
| geen  |       |                         |                         |
|       | 0     | 0                       | 0                       |

## Medaillespiegel
Er werden 105 medailles uitgereikt. Het IOC stelt officieel geen medailleklassement op, maar geeft desondanks een medailletabel ter informatie. In het klassement wordt eerst gekeken naar het aantal gouden medailles, vervolgens de zilveren medailles en tot slot de bronzen medailles.
In de volgende tabel staat de top-10. Het grootste aantal medailles in elke categorie is vetgedrukt.
Zie de medaillespiegel van de Olympische Winterspelen 1972 voor de volledige weergave.
| Plaats | Land                     | NOC | Goud | Zilver | Brons | Totaal |
| ------ | ------------------------ | --- | ---- | ------ | ----- | ------ |
| 1      | Sovjet-Unie              | URS | 8    | 5      | 3     | 16     |
| 2      | DDR                      | GDR | 4    | 3      | 7     | 14     |
| 3      | Zwitserland              | SUI | 4    | 3      | 3     | 10     |
| 4      | Nederland                | NED | 4    | 3      | 2     | 9      |
| 5      | Verenigde Staten         | USA | 3    | 2      | 3     | 8      |
| 6      | Bondsrepubliek Duitsland | FRG | 3    | 1      | 1     | 5      |
| 7      | Noorwegen                | NOR | 2    | 5      | 5     | 12     |
| 8      | Italië                   | ITA | 2    | 2      | 1     | 5      |
| 9      | Oostenrijk               | AUT | 1    | 2      | 2     | 5      |
| 10     | Zweden                   | SWE | 1    | 1      | 2     | 4      |

## Deelnemende landen
Vijfendertig landen namen deel aan de Spelen. Dit waren er twee minder dan vier jaar daarvoor. De Filipijnen en Taiwan debuteerden. Chili, Denemarken, IJsland, India, Marokko en Turkije ontbraken ten opzichte van de vorige editie terwijl België en Noord-Korea hun rentree maakten,